# Jorge Pérez Sáenz
Jorge Pérez Sáenz (Bilbao, 24 de octubre de 1975) es un exfutbolista y entrenador español. Jugaba como interior izquierdo.

## Trayectoria como jugador
Jorge Pérez llegó al Bilbao Athletic en 1997, procedente del Aurrera de Vitoria. El 15 de febrero de 1998 debutó con el Athletic Club, en partido de Liga, ante el Valencia en San Mamés (0-3). El 25 de noviembre de 1998 logró su único gol con el equipo bilbaíno en la derrota por 2 a 1 ante el Rosenborg en Liga de Campeones.
En 1999 fue cedido a las filas del C. D. Numancia en Primera División, tras dos temporadas en el Athletic Club sin mucha participación (22 partidos). Al año siguiente se incorporó al C. F. Extremadura, donde pasó dos temporadas jugando con asiduidad. Posteriormente, pasó dos campañas más en la UD Almería.
En verano de 2004 fichó por el Córdoba C. F., aunque en el mercado de invierno fichó por la U. B. Conquense de Segunda B. Más tarde, jugaría en las filas del Lorca Deportiva entre 2005 y 2008, con el que estuvo dos campañas en Segunda y la última en Segunda . Ese mismo verano se incorporó al Club Deportivo Roquetas y al año siguiente al Caravaca C. F..
Sus últimos equipos fueron el Lorca Atlético y el Atlético Pulpileño, donde se retiró en 2012.

## Trayectoria como entrenador
Comenzaría su carrera como entrenador en la temporada 2016-17 en el banquillo del Lorca C. F. "B" en el grupo XIII de tercera división, en la misma ciudad lorquina donde desarrolló parte de su carrera como jugador. Sustituiría al entrenador Julio Algar que se haría frente del primer equipo lorquino.
En la siguiente temporada seguiría al frente del filial del Lorca F. C.. En diciembre de 2017, se haría cargo del primer equipo de la Segunda División, tras la destitución de Curro Torres debido a los malos resultados.
En julio de 2018 se incorporó al proyecto que dirigía Joseba Etxeberria en el C. D. Tenerife. El 17 de septiembre fueron cesados de sus funciones en el equipo.Acompañó al técnico guipuzcoano en sus siguientes clubes que fueron el Bilbao Athletic, CD Mirandés y SD Eibar.

## Clubes
| Club                     | País   | Años      |
| ------------------------ | ------ | --------- |
| Zamudio S. D.            | España | 1995-1996 |
| C. D. Aurrera de Vitoria | España | 1996-1997 |
| Bilbao Athletic          | España | 1997-1998 |
| Athletic Club            | España | 1998-2000 |
| C. D. Numancia (cedido)  | España | 1999-2000 |
| C. F. Extremadura        | España | 2000-2002 |
| U. D. Almería            | España | 2002-2004 |
| Córdoba C. F.            | España | 2004-2005 |
| U. B. Conquense          | España | 2005      |
| Lorca Deportiva C. F.    | España | 2005-2008 |
| C. D. Roquetas           | España | 2008-2009 |
| Caravaca C. F.           | España | 2009-2010 |
| Lorca Deportiva C. F.    | España | 2010      |
| Lorca Atlético C. F.     | España | 2011      |
| Atlético Pulpileño       | España | 2011-2012 |